# Karl Passarge
Karl Passarge (* 5. April 1893 in Köslin; † 7. Dezember 1967 in Hamburg) war ein deutscher Politiker und Verwaltungsfachmann. Er war in vielfältigen Positionen im Bereich von Politik, Verwaltung und Wirtschaft tätig, unter anderem als Staatssekretär im Zentralamt für Ernährung und Landwirtschaft der britischen Zone.

## Leben
Passarge wurde in Köslin in Pommern geboren und besuchte das Gymnasium in Belgard. Er entschied sich für die Offizierslaufbahn und diente von 1910 bis 1919, also auch während des Ersten Weltkriegs, in der Preußischen Armee.
Nach dem Ersten Weltkrieg engagierte sich Passarge politisch und wurde Landesgeschäftsführer der DNVP in Pommern. Er war der engste Vertraute von Hans Schlange-Schöningen, der in den 1920er Jahren der führende Mann in der pommerschen DNVP war. Im innerparteilichen Machtkampf zwischen Schlange-Schöningen und Alfred Hugenberg gelang es Schlange-Schöningens Gegnern in Pommern, Passarge 1928 zum Rücktritt vom Amt des Landesgeschäftsführers zu bewegen.
Von 1930 bis 1933 war Passarge Beamter in der Behörde des Reichskommissars für die Osthilfe; das Amt des Reichskommissars übte 1931/1932 Schlange-Schöningen aus.
Von 1933 bis 1939 war Passarge Hauptabteilungsleiter im Werberat der deutschen Wirtschaft. 1939 schied er aus dieser Position aus und wurde Verlagsleiter für zwei Wirtschaftsverlage in Berlin.
Nach dem Zweiten Weltkrieg holte Schlange-Schöningen, der Leiter des Zentralamts für Ernährung und Landwirtschaft der britischen Zone geworden war, Passarge zum 1. August 1946 als stellvertretenden Leiter in seine Behörde. Passarge, der die Amtsbezeichnung Staatssekretär erhielt, blieb in dieser Position bis zur Auflösung der Behörde am 30. September 1948.
Die Stadt Hamburg berief Passarge 1951 zum Leiter der Internationalen Gartenbauausstellung (IGA) 1953 und erneut 1956 zum Leiter der IGA 1963. Passarge war daneben in Gremien für Agrarwerbung und Agrarexport tätig.
Passarge war an der Geschichte Pommerns interessiert. Er wurde 1955 Schatzmeister der wiedergegründeten Gesellschaft für pommersche Geschichte, Altertumskunde und Kunst und übte dieses Amt bis zu seinem Tode aus. 1967 wurde er Ehrenmitglied der Gesellschaft.
Passarge wurde mit dem Großen Bundesverdienstkreuz mit Stern ausgezeichnet. Er starb 1967 in Hamburg und wurde in Travemünde beigesetzt. Sein politischer Nachlass aus den Jahren 1924 bis 1958 liegt im Bundesarchiv.

## Schriften

### Als Verfasser
- Aus dem Greifenlande. Bilder aus Pommern. Pommernverlag Ernst Jaite, Stargard i. Pom. 1920.
- Die Provinziallandtags- und Kreistagswahlen. Deutschnationale Schriftenvertriebsstelle, Berlin 1925.
- mit Hans Jürgen Eggers: 140 Jahre wissenschaftliche Arbeit an der Ostsee. Zur Geschichte der Gesellschaft für pommersche Geschichte und Altertumskunde. In: Baltische Studien. Band 51 N.F., 1965, ISSN 0067-3099, S. 127–138.

### Als Herausgeber
- Messebuch der deutschen Wirtschaft. Ausgabe 1938. Berlin 1938.
- Messebuch der deutschen Wirtschaft. Ausgabe 1939. Berlin 1939.
- Zentralamt für Ernährung und Landwirtschaft in der britischen Zone 1945–1948. Hamburg 1948.
- Internationale Gartenbau-Ausstellung Hamburg 1953. Hamburg 1953.[3]
- Internationale Gartenbauausstellung Hamburg 1963. Hamburg 1963.